# 사카리아 아시다
사카리아 아시다(덴마크어: Zakaria Asidah, 1972년 6월 22일~)는 덴마크의 태권도 선수이다. 2004년 하계 올림픽에 참가했으며 세계 태권도 선수권 대회에서 은메달 1개, 유럽 태권도 선수권 대회에서 은메달 1개를 획득했다.